# Dinkelland
Dinkelland là một đô thị ở phía đông Hà Lan. Trong một thời gian ngắn, đô thị này có tên Denekamp cho đến khi được đổi tên vào năm 2002.

## Các trung tâm dân cư
Breklenkamp, Denekamp, Deurningen, Groot Agelo, Het Stift, Klein Agelo, Lattrop, Noord Deurningen, Nutter, Ootmarsum, Oud Ootmarsum, Rossum, Saasveld, Tilligte, Weerselo.